# Modelo Anderson
En mecánica cuántica, el modelo Anderson es un modelo Hamiltoniano que es usualmente usado para describir sistemas de fermiones pesados. El modelo contiene una resonancia estrecha entre un estado de impureza magnética y un estado de conductividad eléctrica. El modelo también contiene un término de repulsión in situ como el encontrado en el modelo Hubbard entre electrones localizados.